# Calpe
Calpe er en spansk by i provinsen Alicante, beliggende ved kysten til Middelhavet. Den havde i 2019 næsten 23.000 indbyggere fordelt på 23.50 km². Byens økonomi er primært baseret på turisme og fiskeri.